# Lauren Ellis
Lauren Ellis (Ashburton, Canterbury, 19 d'abril de 1989) és una ciclista neozelandesa, que combina el ciclisme en pista amb la ruta. Del seu palmarès destaquen tres medalles als Campionats del Món en pista.

## Palmarès en pista
- 2009
  - Campiona d'Oceania en Persecució per equips (amb Kaytee Boyd i Rushlee Buchanan)
- 2011
  - Campiona d'Oceania en Persecució per equips (amb Jaime Nielsen i Alison Shanks)
- 2013
  - Campiona d'Oceania en Persecució
  - Campiona d'Oceania en Persecució per equips (amb Jaime Nielsen, Rushlee Buchanan i Georgia Williams)
- 2014
  - Campiona d'Oceania en Puntuació
  - Campiona d'Oceania en Persecució per equips (amb Jaime Nielsen, Racquel Sheath i Georgia Williams)

### Resultats a laCopa del Món
- 2008-2009
  - 1a a Pequín, en Persecució per equips
- 2009-2010
  - 1a a Melbourne, en Persecució per equips
- 2010-2011
  - 1a a Cali, en Persecució per equips

## Palmarès en ruta
- 2012
  -  Campiona de Nova Zelanda en contrarellotge